# 28075 Emilyhoffman
28075 Emilyhoffman este un asteroid din centura principală de asteroizi.

## Descriere
28075 Emilyhoffman este un asteroid din centura principală de asteroizi. A fost descoperit pe 17 august 1998 la Socorro, New Mexico, în cadrul proiectului LINEAR. Asteroidul prezintă o orbită caracterizată de o semiaxă mare de 2,44 ua, o excentricitate de 0,11 și o înclinație de 2,5° în raport cu ecliptica.